# Aéroport de Ponta Grossa
L'aéroport de Ponta Grossa aussi appelé aéroport Comte. Antonio Amilton Beraldo (code IATA : PGZ • code OACI : SBPG), et anciennement appelé aéroport Sant'Anna, est l'aéroport de la ville de Ponta Grossa au Brésil.
Il est géré par la municipalité de Ponta Grossa, sous la supervision des Aeroportos do Paraná (SEIL).

## Compagnies aériennes et destinations
| Compagnies              | Destinations |
| ----------------------- | ------------ |
| Azul Brazilian Airlines | Campinas     |

## Accès
L'aéroport est situé à 10 km au sud du centre-ville de Ponta Grossa.